# Anne Dacier
Pour les articles homonymes, voir Dacier.
Anne Dacier, née Anne Le Fèvre en 1645 à Grandchamp et morte à Paris le 17 août 1720, est une femme de lettres, philologue et traductrice française.

## Biographie

### Les années de formation
Baptisée à Is-sur-Tille le 24 décembre 1645, Anne Le Fèvre a passé sa petite enfance à Preuilly, en Touraine (1646-1649), où naquit sa sœur Marguerite, puis sa jeunesse à Saumur (1649-1672), mais c'est à Paris qu'elle conquit la notoriété.
De sa mère, Marie Olivier, nous savons seulement que, née protestante, elle a abjuré le 24 décembre 1645. Son père, Tanneguy Le Fèvre, né à Caen en 1615, est un philologue qui a participé aux débuts de l’Imprimerie royale comme directeur des impressions (1640-1642) et qui entretenait, au moins depuis 1645, une correspondance savante avec le Père Denis Pétau. Catholique lui aussi, il s’était converti entre 1643 et 1645. En 1649, il se fixe avec sa famille à Saumur, l’une des capitales européennes du protestantisme, où il devient, en 1651, régent de la troisième classe au collège royal rattaché à l’Académie protestante, puis de la seconde classe et, à partir de 1665, « professeur en la langue grecque » à l’Académie même. Mais il meurt prématurément en septembre 1672, alors qu’il s’apprêtait à occuper à l’université de Heidelberg un poste de professeur offert par l’Electeur Palatin Karl-Ludwig.
Ayant décelé les aptitudes exceptionnelles de sa fille aînée pour l’étude, cet excellent pédagogue lui donna la même éducation qu’à ses fils et lui inspira l’amour du grec, « la plus belle de toutes les langues ». Anne n’oublia jamais sa dette envers son père, qui n’avait pas hésité à braver les préjugés misogynes de son temps. Par piété filiale, elle signait ses premières œuvres « Anna Tanaquilli Fabri filia » (Anne, fille de Tanneguy Le Fèvre).
Le 29 octobre 1662, Anne Le Fèvre épouse Jean Lesnier II, l’imprimeur-libraire préféré de son père, mais cette union ne sera pas heureuse. Un fils, Taneguy, né fin janvier 1669, est enseveli trois semaines plus tard. Le couple se sépare vers 1670.

### Anne Le Fèvre, «écrivain dauphin» et traductrice
Après la mort de son père, Anne monte à Paris, emportant dans ses coffres un Callimaque qu’il n’avait pas eu le temps d’achever. Mais un ami et compatriote de Le Fèvre, Pierre-Daniel Huet, alors sous-précepteur du Dauphin et maître d’œuvre de la collection In usum Delphini imaginée par le gouverneur du Dauphin, le duc de Montausier, lui confie la rédaction d’un Florus. L’ouvrage paraît en 1674 et connaît un succès d’autant plus grand que le public découvre avec stupéfaction que son auteur est une femme. Anne est même la seule femme de l’équipe des « écrivains dauphins », essentiellement constituée de jésuites, et sera le seul auteur à produire quatre textes : après le Florus, elle annotera encore Dictys et Dares (1680), Aurelius Victor (1681), Eutrope (1683). Tous sont des historiens appelés abréviateurs.
Parallèlement à ces ouvrages de commande, Anne en publie aussi à titre personnel. Son Callimaque sort en 1675, avec la traduction latine de Frischlinus, et neuf épigrammes inédites, communiquées par Pierre-Daniel Huet, qu’elle traduit elle-même. Mais en 1681, elle change de cap en donnant une première traduction française, Les Poésies d’Anacréon et de Sapho, car elle a compris que le public, moins cultivé qu’à la génération précédente, ne demande plus des éditions de textes latins ou grecs commentés en latin. Dès lors, elle ne publiera que des traductions : trois comédies de Plaute (Amphitryon, Epidicus, Rudens) en 1683, deux comédies d’Aristophane (Le Plutus et Les Nuées (1684) sont les premières traductions d’Aristophane en français !), les six comédies de Térence (1688). Dès 1683, elle obtient un privilège pour « plusieurs pièces du théâtre grec », puis pour « les pièces de théâtre grecques et latines », car elle compte bien traduire aussi des tragédies. Avec son ami Boileau, également traducteur de Sapho au sein du Traité du Sublime, Anne participe à la querelle des Anciens et des Modernes en prenant parti pour les auteurs grecs et latins qu'elle traduisait. C'est d'elle que parle Boileau quand il écrit « cette savante fille […] qui travaille maintenant à nous faire voir Aristophane, Sophocle et Euripide en français » dans la préface du Traité du Sublime.
Elle collabore également à deux ouvrages écrits de concert avec son deuxième mari, André Dacier : les Réflexions morales de l’empereur Marc Antonin (1691) et les six premières Vies des hommes illustres de Plutarque (1694). Une épigramme qui circule alors prétend établir la supériorité intellectuelle de l'épouse sur l'époux : « Quand Dacier et sa femme engendrent de leurs corps, / Et que de ce beau couple il naît enfants, alors / Madame Dacier est la mère. / Mais quand ils engendrent d’esprit, / Et font des enfants par écrit, / Madame Dacier est le père. » En fait, l'intention est d'humilier André et de ridiculiser le couple en insinuant « que Madame Dacier est celle qui porte le grand chapeau » dans leur ménage, comme Boileau le remarque dans une lettre à Brossette du 12 mars 1707. Il ajoute que l'épigramme est de l'abbé Tallemant, qui était du parti des Modernes, contrairement aux Dacier, et n'avait pas de sympathie pour le couple.
En réaction contre les « belles infidèles », Anne Le Fèvre préconise le retour au texte source et une version fidèle à l’original. En philologue, elle s’efface derrière l’auteur qu’elle fait parler dans notre langue. Mais, pour être lue, elle doit aussi respecter le goût du public, car il serait impensable de faire fi des valeurs esthétiques et morales du Grand Siècle.

### Anne et André Dacier, un couple de philologues
En novembre 1683, à Paris, Anne Le Fèvre, veuve depuis 1675 de Jean Lesnier, unit sa destinée à celle d’André Dacier, l’un des étudiants préférés de son père. Ce digne disciple de Le Fèvre est, lui aussi, un excellent helléniste et philologue. Il a édité un Festus dans la collection In usum Delphini et travaille à une édition complète d’Horace, avec une traduction et des remarques (1681-1689). Il est certain qu’Anne et André se mirent en ménage, à une date qu’on ignore. Une fille illégitime, Anne Marie, mais que la calomnie a présentée comme adultérine, est née vers 1678.

### L’abjuration
Peu après leur mariage, les époux Dacier se rendent à Castres, la patrie d’André, non pour s’instruire dans la religion romaine en vue d’une conversion, comme le prétendait la propagande catholique, mais, au contraire, pour fuir les convertisseurs. Un fils, Jean André, naît en octobre 1684. Il a pour parrain et marraine Jean Dacier et Suzanne de Falguerolles, ses grands-parents paternels. Mais en Languedoc, comme partout en France, les persécutions contre les protestants se multiplient. Le temple de Castres est rasé en décembre et au printemps 1685 commence la « grande dragonnade ». Pour échapper aux « missionnaires bottés », des villes entières se convertissent, telle Castres, le 20 septembre 1685, à l’instigation des époux Dacier. Le roi les récompense par une pension de 1 500 livres pour André, de 500 pour Anne. En janvier 1686, les Nouveaux Convertis regagnent Paris et reprennent leurs travaux d’érudition, mais la carrière des honneurs ne s’ouvrira que beaucoup plus tard pour André Dacier : en 1695, il entre aux deux Académies et, en 1702, Louis XIV lui accorde la charge de garde des livres du cabinet du Louvre.

### L’œuvre maîtresse: l’Iliadeet l’Odyssée
La parution en 1681 d’une fort mauvaise traduction en prose de l’Iliade et de l’Odyssée, réalisée par le père de La Valterie à partir d’une traduction latine, provoque l’indignation d’Anne Dacier et la décide à entreprendre, à partir du texte grec, une version qui soit fidèle à l’original. Fruit d’au moins quinze années de travail, son Iliade paraît en 1711. L’Odyssée suit en 1716. Chaque ouvrage est précédé d’une substantielle préface et contient d’abondantes remarques sur la mythologie, l’histoire et la géographie, la traduction littérale et de nombreuses références à la littérature grecque et latine et à la Bible. Le texte grec est absent, mais l’illustration est soignée. Pour les frontispices, Anne Dacier a fait appel à son ami Antoine Coypel et pour les planches intérieures au graveur Bernard Picart.
Saluée comme un chef-d’œuvre, l’Iliade vaut à la traductrice un concert de louanges, mais va la projeter dans une flamboyante polémique qu’elle déclenche sans l’avoir voulu : la querelle d’Homère, ultime rebondissement de la querelle des Anciens et des Modernes.

### La querelle d’Homère (1714-1716)
Le poète et académicien Antoine Houdar de La Motte, qui ne savait pas le grec, s’empare en effet de la traduction de Madame Dacier pour publier, en janvier 1714, une « nouvelle » Iliade en vers qui, considérablement abrégée et remaniée, répondait bien mieux, selon lui, au goût du public contemporain que celle d’Homère, taxée de grossièreté et d’immoralité. Le poème est précédé d’un Discours sur Homère où La Motte soulève des problèmes littéraires tels que la réalité historique d’un poète nommé Homère, auteur de deux épopées pourtant très différentes, mais où il dresse surtout un long catalogue des « défauts » de la première Iliade. En fait, il n'y a rien de très original dans ces critiques: La Motte ne fait que reprendre les attaques contre Homère lancées vingt ans auparavant par Perrault dans le Parallèle des Anciens et des Modernes. Outrée par « les attentats de M. de La Motte », Madame Dacier réplique, la même année, par Des Causes de la corruption du goût (614 pages), un ouvrage polémique où elle dénonce les nombreux contresens et erreurs de La Motte, qui répondra avec les Réflexions sur la critique (1715). Le duel s’est transformé en bataille littéraire avec l’entrée en lice des partisans des deux champions : l’abbé de Pons (Lettre à M. *** sur l’Iliade de La Motte), l’abbé Terrasson (Dissertation critique sur l’Iliade d’Homère), etc. pour La Motte ; pour Madame Dacier, Jean Boivin (Apologie d’Homère et Bouclier d’Achille), François Gacon (Homère vengé), André Dacier (préface au Nouveau Manuel d’Epictète), etc. Étienne Fourmont (Examen pacifique de la querelle […]), l’abbé Fraguier, l’abbé Buffier (Homère en arbitrage) s’efforcèrent de rester au-dessus de la mêlée et la marquise de Lambert s’employa à réconcilier les deux adversaires, en avril 1716, au cours d’un dîner donné par Valincourt.

### Les derniers combats
Les dernières années d'Anne Dacier sont assombries par les deuils et la maladie. Elle a eu la douleur de perdre sa fille Henriette Suzanne, âgée de dix-huit ans, et lui a dressé un émouvant monument funéraire à la dernière page de la préface de l’Iliade, son frère Tanneguy meurt en 1717, son époux est gravement malade en 1718 et elle-même souffre de douloureux rhumatismes. À cela s’ajoutent « un accablement d’affaires » et un nouvel adversaire en la personne d’un ancien « écrivain dauphin », le Père Jean Hardouin, qui signe une Apologie d’Homère, fondée sur des interprétations allégoriques échevelées. Elle lui répond aussitôt par Contre l’Apologie du Révérend Père Hardouin, ou Suite des Causes de la corruption du goût. Son dernier écrit, une réponse à la préface de l’Iliade d’Alexander Pope, qu’elle soupçonne de sous-estimer la beauté d’Homère, est publié en tête de la réédition de l’Iliade, en 1719. 
Frappée d’hémiplégie en juin 1720, elle meurt dans son appartement du Louvre le 17 août 1720. 
André Dacier lui survit deux ans. 
Leur unique descendante, Anne Marie, religieuse chez les clarisses de l’abbaye royale de Longchamp, s’éteint en 1748.

## Le rayonnement d’une femme savante
Entre rupture et continuité dans la traduction des anciens, entre érudition et vulgarisation dans ses remarques, Anne Dacier a pris une position originale, même si l’on peut lui reprocher d'avoir fait des concessions aux bienséances au détriment de la fidélité au texte source.
De son vivant, elle a su conquérir un large public dans toute l’Europe savante. Elle a fait partie de l’Académie padouane des Ricovrati dès 1679. C’est pour elle que le mot « traductrice » fut introduit dans la langue française. C’est elle qui a fait perdre à l’expression « femme savante » la connotation péjorative que lui avait conférée la pièce de Molière. Mais elle n'a pas été comblée d’honneurs et de gratifications royales. C’est seulement en 1720, l’année de sa mort, que le roi de France lui a octroyé par un édit un privilège exceptionnel : la survivance, en cas de prédécès de son époux, de la charge de garde des livres du cabinet du Louvre et des prérogatives attachées à cette charge.
Des esprits aussi différents que Madeleine de Scudéry, Boileau, La Bruyère, La Fontaine, Christine de Suède, qui l'a fait féliciter par l’ambassadeur de Suède en France pour son Florus, Gilles Ménage, qui lui a dédié son Historia Mulierum philosopharum (1691) comme à « la femme la plus savante qui soit et qui fût jamais », ou la marquise de Lambert dont elle a fréquenté le salon, l’ont honorée de leur amitié. Après sa mort, Voltaire l'a présentée comme « l’un des prodiges du siècle de Louis XIV » et a affirmé : « Ses traductions de Térence et d’Homère lui font un honneur immortel ». Saint-Simon l'a jugée supérieure à son époux et a loué sa modestie. Au XIXe siècle, Jean-Auguste-Dominique Ingres lui a donné une place parmi les Modernes dans son Homère déifié (1865) et Sainte-Beuve lui a consacré deux articles dans ses Causeries du lundi (1854).
Au XXe siècle, après l’helléniste Paul Mazon, c’est à l’étranger que sont publiées les premières études approfondies : en Italie, par Enrica Malcovati, puis Giovanni S. Santangelo ; aux États-Unis, par Fern Farnham. À titre anecdotique, le comics américain Wonder Woman présente Dacier en 1951 dans une bande dessinée biographique de deux pages. Au XXIe siècle enfin, la recherche porte aussi bien sur « l’écrivain dauphin » que sur la femme, la traductrice, la protestante et la polémiste.
A Angers, une rue porte son nom dans le quartier de la Doutre.

## Œuvre

### Éditions
- [Florus] L. Annaei Flori Rerum Romanarum epitome. Interpretatione et notis illustravit Anna Tanaquilli Fabri filia. Jussu Christianissimi Regis, in usum Serenissimi Delphini. Parisiis, Apud Fredericum Leonard, 1674. In-4°.
- [Callimaque] ΚΑΛΛΙΜΑΧOY ΚΥΡHΝΑΙOY ΥΜΝOΙ, ΕΠΙΓΡΑΜΜΑΤΑ ΚΑΙ ΑΛΛΑ ΑΤΤΑ. Callimachi Cyrenaei Hymni, Epigrammata et fragmenta : ejusdem poëmatium De coma Berenices a Catullo versum. Accessere alia ejusdem Epigrammata quaedam nondum in lucem edita ; & fragmenta aliquot in aliis editionibus praetermissa. Adjecta sunt ad Hymnos vetera Scholia Graeca. Adjectus et ad calcem index vocabulorum omnium. Cum notis Annae Tanaquilli Fabri filiae. Parisiis, excudebat Sebastianus Mabre-Cramoisy, 1675. In-4°.
- [Dictys et Darès] Dictys Cretensis De Bello Trojano, et Dares Phrygius De Excidio Trojae. Interpretatione et notis illustravit Anna Tanaquilli Fabri filia. Jussu Christianissimi Regis, in usum Serenissimi Delphini. Lutetiae Parisiorum, Apud Lambertum Roulland, 1680. In-4°.
- [Aurelius Victor] Sex[ti] Aurelii Victoris Historiae Romanae compendium. Interpretatione et notis illustravit Anna Tanaquilli Fabri filia. Jussu Christianissimi Regis, in usum Serenissimi Delphini. Parisiis, Apud Dionysium Thierry, 1681. In-4°.
- [Eutrope] Eutropii Historiae Romanae breviarium ab Urbe condita usque ad Valentinianum et Valentem Augustos, Notis et emendationibus illustravit Anna Tanaquilli Fabri filia, Jussu Christianissimi Regis, in usum Serenissimi Delphini. Paris, Apud viduam Antonii Cellier, 1683. In-4°.

### Traductions
- Les Poesies d’Anacreon et de Sapho, traduites de Grec en François, avec des Remarques, par Mademoiselle Le Févre. À Paris, chez Denys Thierry, 1681. In-12.
- Comedie[s] de Plaute, traduite[s] en françois par Mademoiselle Le Févre, avec des Remarques et un Examen selon les Regles du Theate. Paris, chez Denys Thierry et Claude Barbin, 1683. 3 vol. in-12 (comprend trois pièces : Amphitryon, Epidicus, Le Câble).
- Le Plutus et les Nuées d’Aristophane. Comedies greques traduites en François. Avec des Remarques et un Examen de chaque piece selon les regles du theatre, par Mademoiselle Le Févre. À Paris, chez Denys Thierry et Claude Barbin, 1684. In-12.
- Les Comédies de Térence, traduites en françois, avec des Remarques, Par Madame D***. À Paris, chez Denys Thierry et Claude Barbin, 1688. 3 vol. in-12.
- (En collaboration avec André Dacier) Réflexions morales de l’empereur Marc Antonin, avec des remarques (sans nom d’auteur en page de titre, mais le privilège est accordé « au sieur André Dacier, & à Damoiselle Anne le Fevre, sa femme »). A Paris, chez Claude Barbin, 1691. 2 vol. in-12.
- (En collaboration avec André Dacier) Les Vies des hommes illustres de Plutarque traduites en françois, avec des Remarques. t. premier (sans nom d’auteur ; privilège accordé « au sieur A. D. & à Damoiselle A. L. F. sa femme »), A Paris, chez Claude Barbin, 1694. In-4° (le livre contient les six premières Vies : Thésée et Romulus, Lycurgue et Numa Pompilius, Solon et Publicola).
- L’Iliade d’Homère traduite en françois, avec des remarques. Par Madame Dacier. A Paris, chez Rigaud, 1711. 3 vol. in-12.
- L’Odyssée d’Homère traduite en françois, avec des remarques, par Madame Dacier. Paris, Rigaud, 1716. 3 vol. in-12.

### Essais
- Des Causes de la corruption du goust, par Madame Dacier. Paris, Rigaud, 1714. In-12. Genève, Slatkine reprints, 1970.
- Homère défendu contre l’Apologie du R. p. Hardouin, ou Suite des Causes de la corruption du goût. Par Madame Dacier. Paris, Jean-Baptiste Coignard, 1716. In-12 ; Genève, Slatkine reprints, 1971.